# Leucauge hebridisiana
Leucauge hebridisiana är en spindelart som beskrevs av Lucien Berland 1938. Leucauge hebridisiana ingår i släktet Leucauge och familjen käkspindlar. Inga underarter finns listade i Catalogue of Life.